# Monte Togano
Il Monte Togano (2.301 m s.l.m.) è una montagna delle Alpi Ticinesi e del Verbano nelle Alpi Lepontine. Si trova in Piemonte (Provincia del Verbano-Cusio-Ossola).

## Descrizione

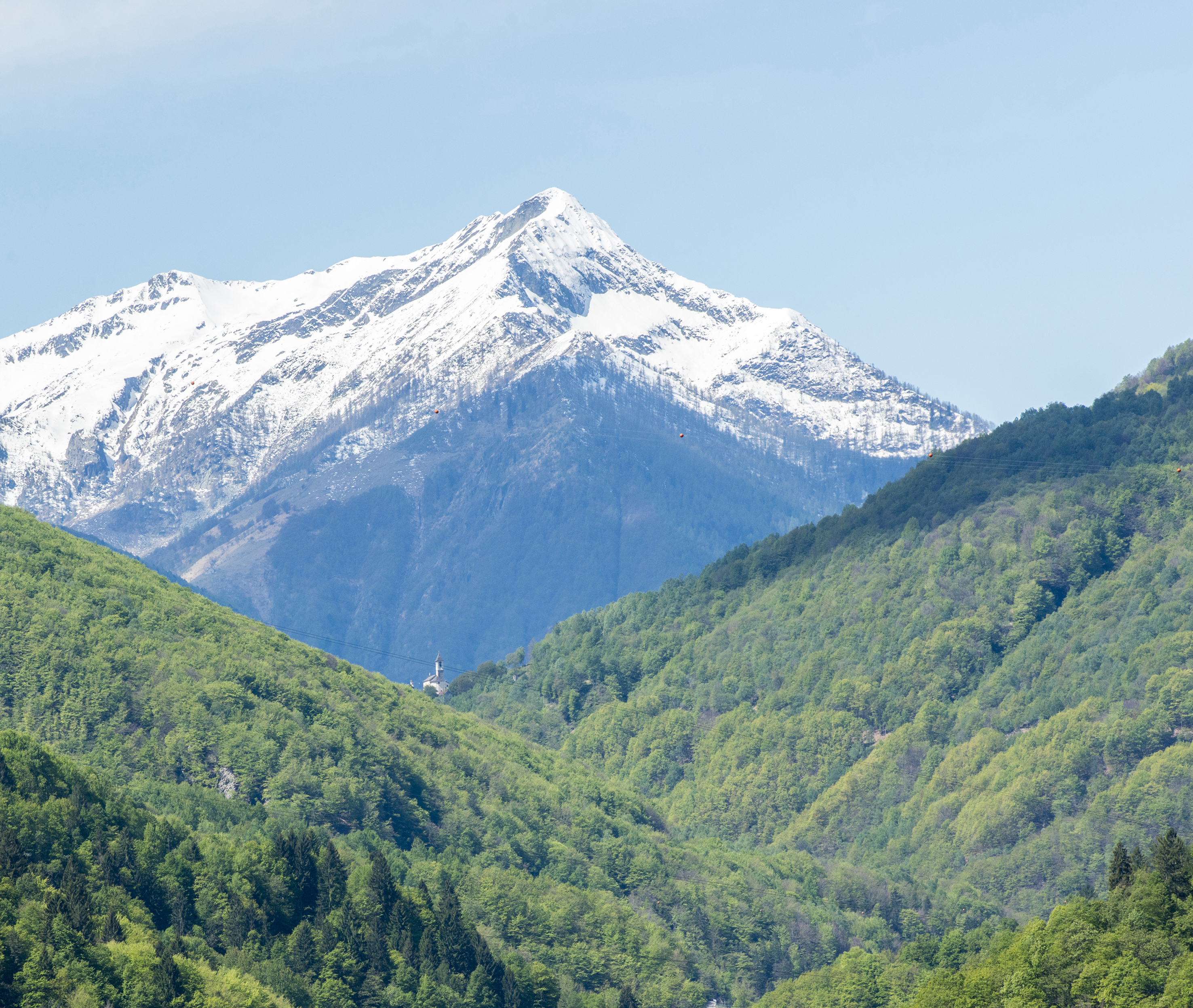
Vista da Calezzo

La montagna si trova tra la Val Vigezzo e la Val Grande e costituisce il punto più elevato del Parco Nazionale della Val Grande.

## Accesso alla vetta
Si può salire sulla vetta partendo da Trontano e passando per il rifugio Parpinasca (1.210 m s.l.m.).
Altra via d'accesso parte dall'abitato di Orcesco (comune di Druogno) e raggiunge la vetta passando per l'Alpe Campra (1379 m s.l.m.) e il Passo di Biordo (2061 m s.l.m.).

## Punti di appoggio
Oltre al già citato rifugio Parpinasca presso l'Alpe Al Cedo è presente l'omonimo Rifugio Dante Castelnuovo "al Cedo" del Club Alpino Italiano, sezione Val Vigezzo.